# Pic de Cambalès
Pour les articles homonymes, voir Cambalès (homonymie).
Le pic de Cambalès est un sommet des Pyrénées, à la frontière entre la France et l'Espagne, qui culmine à 2 965 m d'altitude. Il domine le plateau des lacs de Cambalès.

## Géographie

### Situation
Il est situé entre la France et l'Espagne sur la frontière franco-espagnole entre les croix frontière no 312 et no 313.
Il est à cheval entre dans le département des Hautes-Pyrénées et la province de Huesca en Aragon.
Il s'agit du plus haut sommet du massif du Marcadau, et du second plus haut sommet du cirque du Marcadau après la Grande Fache. En revanche sa hauteur de culminance (301 m) est supérieure à celle de la Grande Fache (282 m) car il existe une crête de haute altitude qui la relie aux pics d'Enfer (3 081 m). Le pic de Cambalès est de ce fait un sommet de premier ordre.

### Topographie
Le pic de Cambalès surplombe le col de Cambalès et ferme le plateau des lacs de Cambalès à l'ouest du cirque du Marcadau. Sa face nord présente de grandes falaises de près de 200 mètres de hauteur.

### Hydrographie
Le sommet délimite la ligne de partage des eaux entre le bassin de l'Adour, qui se déverse dans l'Atlantique côté nord, et le bassin de l'Èbre, qui coule vers la Méditerranée côté sud.

## Histoire
Henry Russell effectue la première ascension en juillet 1877.

## Voies d'accès
Le pic de Cambalès est un sommet rarement fréquenté, du fait de la présence de la Grande Fache qui le dépasse légèrement en altitude et de la longueur de son ascension (1 500 m de dénivelé).
Il existe deux voies d'accès principales depuis le refuge Wallon, qui constitue en général une étape lors de son ascension par la vallée du Marcadau :
- par le col de la Fache (2 664 m), puis en remontant sur le versant sud de la Pène d'Aragon (2 918 m) le long d'une large vire ascendante facile ;
- par le Grand lac de Cambalès en remontant une ancienne vallée glaciaire.

Ces deux voies atteignent le col d'Aragon (2 808 m) où se trouvent deux laquets, les plus hauts du massif. L'arête finale est raide mais facile.
Sa face nord (côté col de Cambalès, 2 706 m) est parcourue par quelques voies d'escalade.